# Sesbania exasperata
Sesbania exasperata är en ärtväxtart som beskrevs av Carl Sigismund Kunth. Sesbania exasperata ingår i släktet Sesbania och familjen ärtväxter. Inga underarter finns listade i Catalogue of Life.